# Martin Lanig
Martin Lanig (Bad Mergentheim, Alemania, 11 de julio de 1984), futbolista alemán. Juega de volante y su actual equipo es el FC Colonia de la Bundesliga de Alemania.

## Clubes
| Club                 | País     | Año       |
| -------------------- | -------- | --------- |
| FV Lauda             | Alemania | 2002-2003 |
| TSG 1899 Hoffenheim  | Alemania | 2003-2006 |
| SpVgg Greuther Fürth | Alemania | 2006-2008 |
| VfB Stuttgart        | Alemania | 2008-2010 |
| 1. FC Colonia        | Alemania | 2010-     |